# ناوغران (مقاطعة دهغلان)
ناوغران (بالفارسية: ناوگران) هي قرية تقع في قسم قوري تشاي الريفي (مقاطعة دهغلان) في إيران. يقدر عدد سكانها بـ 134 نسمة بحسب إحصاء 2016.